# GOL 항공 1907편 추락 사고
GOL 항공 1907편 추락 사고(영어: Gol Transportes Areos Flight 1907)는 2006년 9월 29일에 GOL 항공 1907편(기종: 보잉 737-8EH, 기체기호: PR-GTD)과 엑셀 에어에 인도되기 위해 회송중이던 엠브라에르 레거시 600 항공기(기체기호: N600XL)가 파라 주 내륙 상공에서 공중 충돌한 항공 사고이다. 엠브라에르의 왼쪽 날개의 윙렛이 보잉 737의 왼쪽 날개를 치고 지나가며 파손시켜 보잉 737은 기체 제어 불능에 빠져 공중 분해 후 추락해 승객과 승무원을 포함해 154명 전원이 사망했다.
하지만 엑셀 에어 에어 엠브라에르 레거시 600은 탑승자 전원이 생존 하였다.

## 사고의 개요
2006년 9월 29일 아마존강 유역에 있는 마나우스에서 브라질리아로 향할 예정인 GOL 항공 1907편에는 승객 148명(독일인과 포르투갈인 각각 1명 포함)과 조종 승무원 2명, 객실 승무원 4명의 154명이 탑승하고 있었다. 비행 계획에 의하면 현지 시간 오후 2시 36분에 이륙해 오후 6시 12분에 목적지에 도착할 예정이었다.
한편의 당사자인 엠브라에르 레거시 600 항공기는 미국의 엑셀 에어 소속으로 상파울루에 있는 공장에서 인도될 예정이였다. 그로 인해 조종사 2명과 엑셀 에어의 직원과 엠브라에르 직원이 2명씩, 그리고 뉴욕 타임스 기자까지 5명의 승객(합계 7명)이 탑승하고 있었다.
사고는 현지 시간 오후 4시 50분 무렵에 파라 주 남부의 고도 3만 7000피트의 공중에서 발생했다. 당시 현장 주변은 구름이 많고 비도 많이 왔다. 또 공중 충돌이 발생한 공역은 브라질 군이 관제를 맡고 있는 공역이었다. 엠브라에르의 조종사는 돌연 나타난 큰 그림자가 기체를 스쳐 날개를 손상시켰다고 진술했다. 이 접촉으로 엠브라에르 항공기는 왼쪽 날개와 꼬리 날개가 손상되었으나 인근 공군 기지에 긴급 착륙하는데 성공한 반면 GOL 항공 1907편은 카틴보 남쪽 약 205km의 지점에서 레이다로부터 사라져 수색이 개시되었다.
다음 날 아마존강 유역의 밀림 지대에 추락한 GOL 항공 1907편이 발견되었다. 승객과 승무원을 포함해 154명 전원 사망했다. 당시 기체의 잔해는 좁은 범위에 흩어져 있어 수직으로 추락한 것으로 추정되었다. 또한 추락 현장은 육상으로 접근하기가 어려운 밀림 지대로 시신의 수색 및 사고 원인을 구명하는 작업이 난항을 겪었다.
이 사고는 GOL 항공의 보잉 737 기종 최초의 전손(全損)사고가 되었다. 또 사고기는 9월 12일에 인도된 기체로 인도로부터 18일, 비행 시간으로는 불과 234시간의 비행 후 사고로 인해 지워 없앤 기체가 되었다.

## 사고 원인
사고 원인은 관제사의 실수로 인해 발생했다. 브라질의 관제 시스템은 다른 나라들과 달리 자동으로 항공기들의 고도와 정보 시스템들이 변경된다. 그 말은 정보가 자동으로 바뀐다는 것이다. 그러나 이 시스템을 잘 모르는 관제사가 두 여객기를 담당하고 있었다. 사실 두 항공기에는 공중충돌을 방지해주는 TCAS 라는 시스템이 장착되어 있다. 그러나 두 비행기의 TCAS는 작동하지 않았다. 그 이유는 N600XL의 GPS 시스템이 꺼져있었기 때문이였다. 그러나 왜 GPS가 꺼져있었는지는 알려진 바가 없다. 두 여객기는 모두 37,000 피트에서 날고 있었다. N600XL은 브라질리아 상공까지만 37,000피트에서 날게 되어있었다. 그리고 36,000피트로 하강해야 되어있었다. 그러나 자동 업데이트 시스템을 모르던 그 관제사가 두 비행기 모두 37,000 피트에서 비행기들을 방치해 둔 것이였다. 브라질 관제 시스템을 살펴보면 비행기의 실제 고도와 비행기의 계획된 고도가 나타난다. 그런데 그 관제사가 N600XL의 계획된 고도를 실제 고도로 잘못 판단했던 것이다.

## 사진

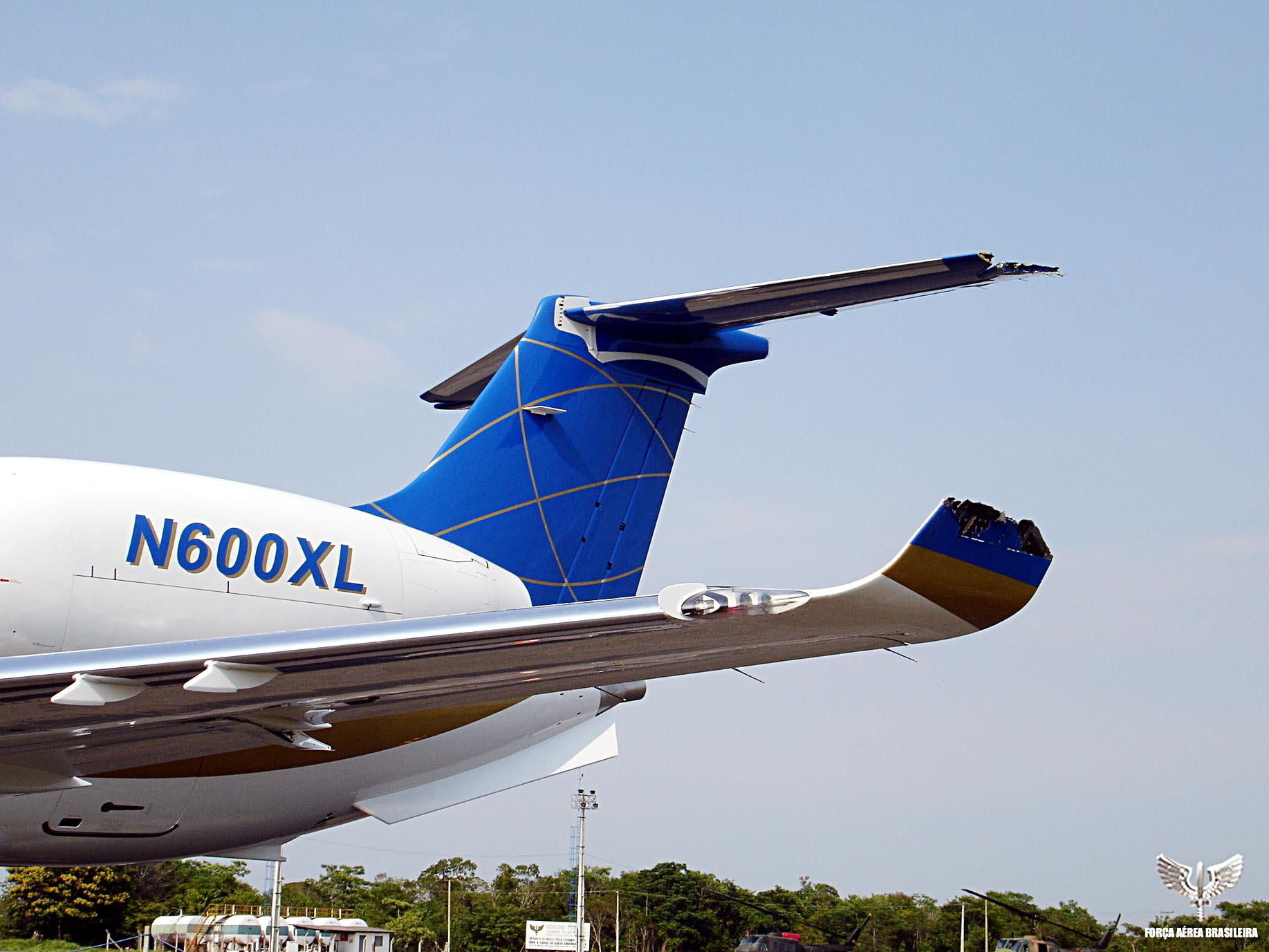
공군 기지에 착륙한 엠브라에르 항공기의 파손된 왼쪽 날개. 끝부분의 윙렛과 꼬리날개 끝이 파손되었다.
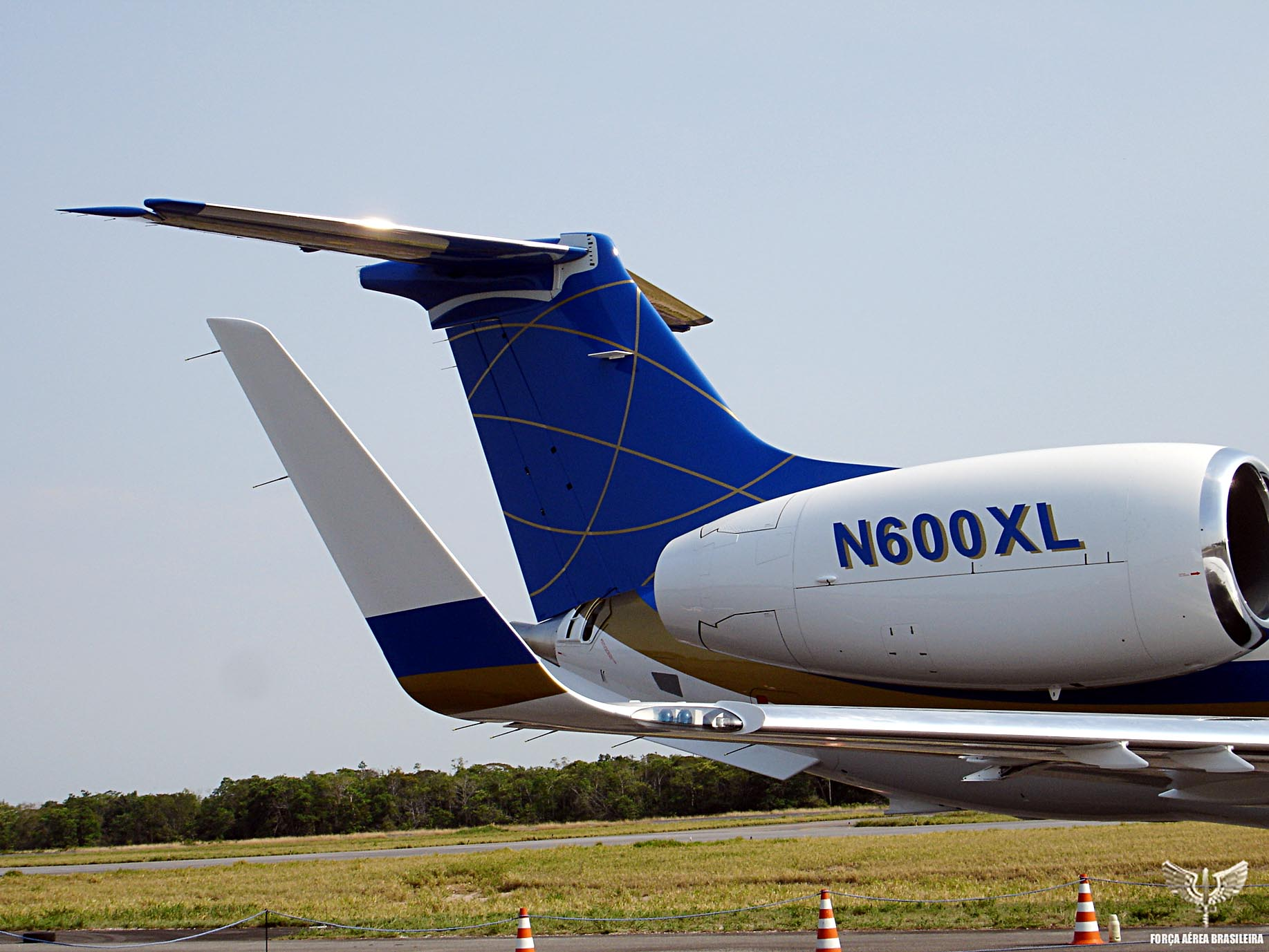
파손되지 않은 오른쪽 날개(비교용)
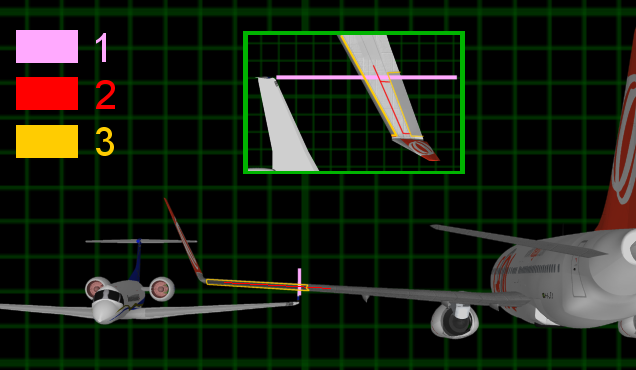
GOL 항공 1907편 추락 사고 개요. 엠브라에르 600의 왼쪽 윙렛이 보잉 737의 왼쪽 날개를 치고 지나갔다.
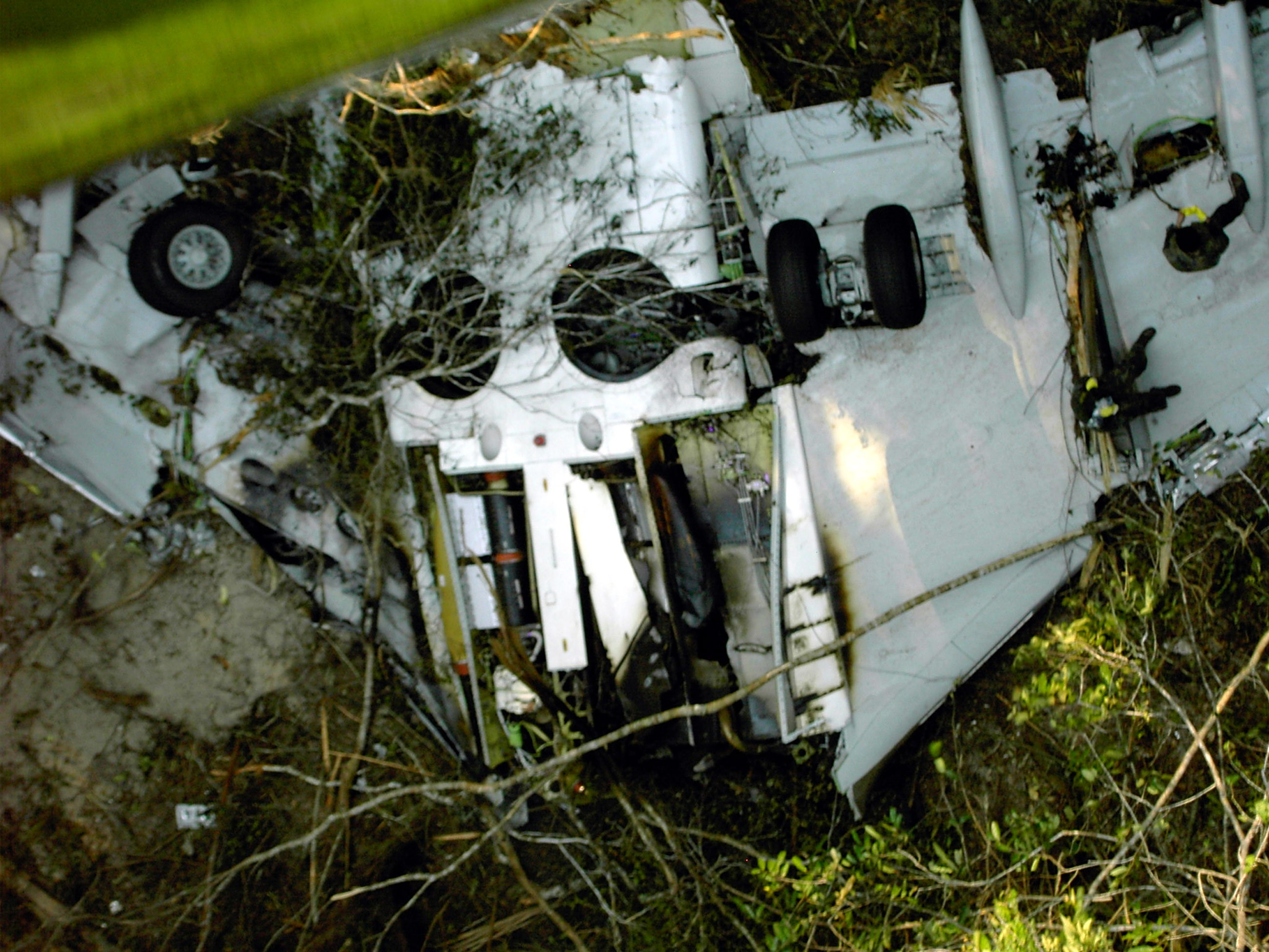
GOL 항공 1907편의 잔해